# روپیوو
روپیوو (به صربی: Rupeljevo) یک منطقهٔ مسکونی در صربستان است که در پوژگا واقع شده‌است. روپیوو ۴۵۱ نفر جمعیت دارد.